# Christian Javier López
Christian Javier López Payán (Elota, Sinaloa, México, 18 de febrero de 1992) es un futbolista mexicano, juega como mediocampista y actualmente juega en el Tecos Fútbol Club.

## Estadísticas

### Clubes
Actualizado al último partido jugado el 7 de agosto de 2021.
| Dorados · México                                                              | 2.ª                 | 2011                | 1   | 0  | -  | - | - | - | 1   | 0  | 0,00 |
| Dorados · México                                                              | 2.ª                 | 2010-11             | 5   | 2  | -  | - | - | - | 5   | 2  | 0,40 |
| Dorados · México                                                              | 2.ª                 | 2012-13             | 22  | 2  | 8  | 0 | - | - | 30  | 2  | 0,07 |
| Dorados · México                                                              | 2.ª                 | 2013-14             | 27  | 4  | 9  | 2 | - | - | 36  | 6  | 0,17 |
| Dorados · México                                                              | 2.ª                 | 2014-15             | 11  | 2  | 7  | 2 | - | - | 18  | 4  | 0,22 |
| Dorados · México                                                              | 1.ª                 | 2015                | 1   | 0  | 5  | 0 | - | - | 6   | 0  | 0,00 |
| Dorados · México                                                              | 2.ª                 | 2018                | 11  | 1  | 3  | 0 | - | - | 14  | 1  | 0,07 |
| Dorados · México                                                              | Total               | Total               | 78  | 11 | 32 | 4 | 0 | 0 | 110 | 15 | 0,14 |
| Veracruz · México                                                             | 2.ª                 | 2012                | 4   | 0  | -  | - | - | - | 4   | 0  | 0,00 |
| Veracruz · México                                                             | Total               | Total               | 4   | 0  | 0  | 0 | 0 | 0 | 4   | 0  | 0,00 |
| Mineros · México                                                              | 2.ª                 | 2016                | 12  | 0  | 5  | 0 | - | - | 17  | 0  | 0,00 |
| Mineros · México                                                              | 2.ª                 | 2016-17             | 17  | 0  | 9  | 1 | - | - | 26  | 1  | 0,04 |
| Mineros · México                                                              | 2.ª                 | 2017                | 6   | 1  | 4  | 0 | - | - | 10  | 1  | 0,10 |
| Mineros · México                                                              | Total               | Total               | 35  | 1  | 18 | 1 | 0 | 0 | 53  | 2  | 0,04 |
| Tecos F. C. · México                                                          | 3.ª                 | 2019-20             | 11  | 6  | -  | - | - | - | 11  | 6  | 0,55 |
| Tecos F. C. · México                                                          | Total               | Total               | 11  | 6  | 0  | 0 | 0 | 0 | 11  | 6  | 0,55 |
| Total en su carrera                                                           | Total en su carrera | Total en su carrera | 128 | 18 | 50 | 5 | 0 | 0 | 178 | 23 | 0,13 |
| (1) Incluye datos de Copa México. (3) No incluye goles en partidos amistosos. |                     |                     |     |    |    |   |   |   |     |    |      |